# 8,8 cm KwK 43

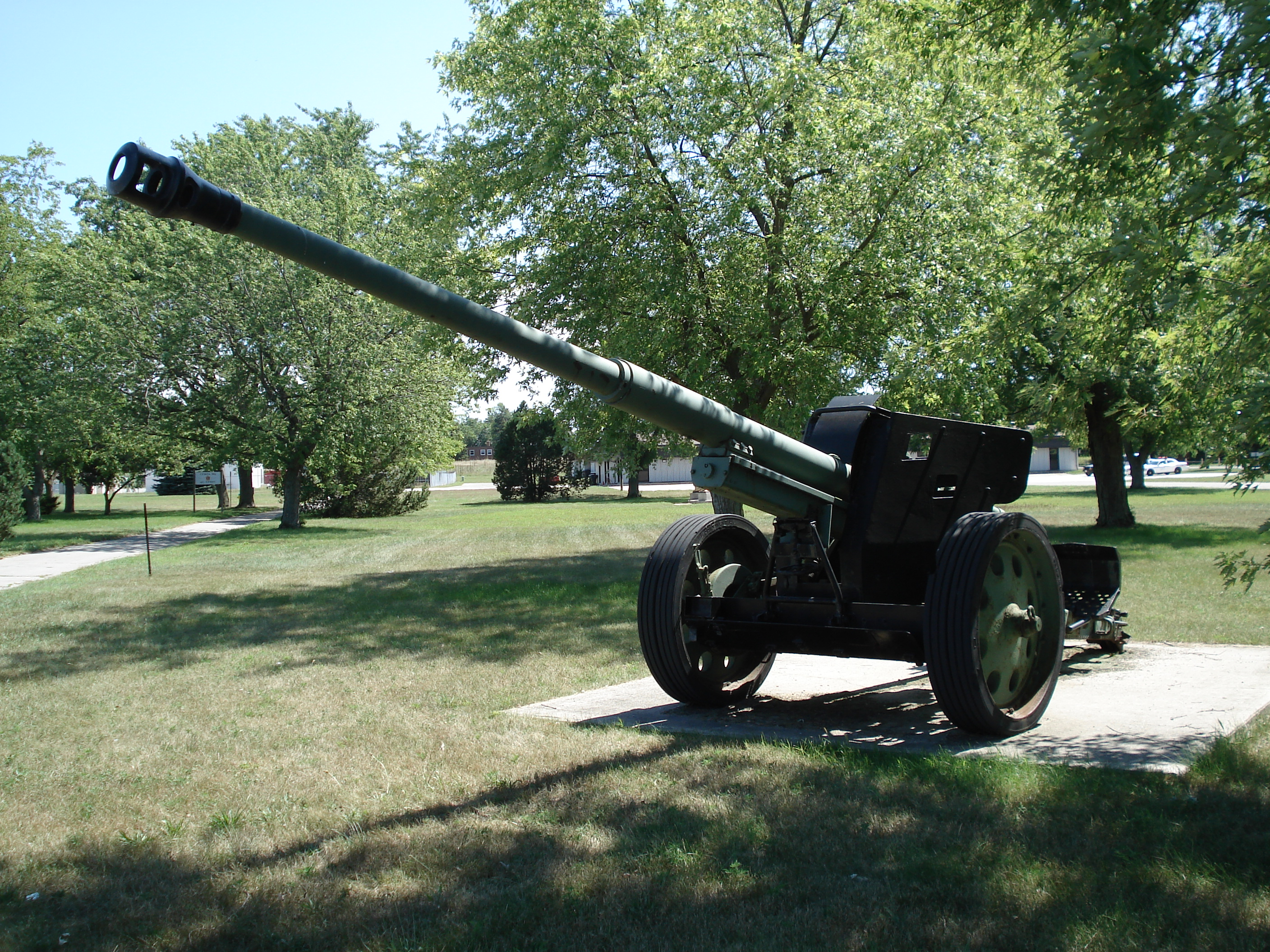
PaK 43/41

8,8 cm KwK 43 L71 – niemiecka armata czołgowa kalibru 88 mm używana w okresie II wojny światowej, produkowana także jako armata przeciwpancerna pod nazwą PaK 43 (pod tą nazwą montowana także w niektórych pojazdach pancernych).
Stanowiła główne uzbrojenie czołgu PzKpfw VI B Königstiger, a także dział pancernych Jagdpanther, Nashorn i SdKfz.184 Panzerjäger Tiger (P) Elefant/Ferdinand. Pierwszym pojazdem uzbrojonym w tę armatę był niszczyciel czołgów Nashorn (jako PaK 43).
Początkowo zarówno PaK 43 jak i KwK 43 produkowane były z lufą jednolitą, a pod koniec wojny uproszczono proces produkcyjny i lufa składała się z dwóch części, co jednak nie miało żadnego wpływu na skuteczność armaty. Przy długości 6,4 m, lufa tego działa była znacznie dłuższa od 8,8 cm KwK 36, w którą uzbrojony był czołg PzKpfw VI Tiger, a nabój o długości 822 mm był także znacznie większy od naboju armaty KwK 36. Standardowy pocisk przeciwpancerny o masie 7,3 kg przebijał z odległości 1000 m pancerz o grubości 241 mm nachylony pod kątem 90 stopni.

## Wersje armaty
- PaK 43 – na lawecie krzyżowej
- PaK 43/41 – na lawecie kołowej
- PaK 43/1 – uzbrojenie Nashorna
- PaK 43/2 – uzbrojenie Ferdinanda/Elefanta
- PaK 43/3 lub PaK 43/4 – uzbrojenie Jagdpanthera
- KwK 43 – uzbrojenie Tygrysa II

## Amunicja
Dane dla pancerza odchylonego o 30° od pionu

### PzGr. 39/43
- przeciwpancerny pocisk rdzeniowy z czepcem i czepcem balistycznym z wewnętrznym ładunkiem wybuchowym
- Masa pocisku: 10,2 kg
- Prędkość wylotowa pocisku: 1000 m/s

|           | Prawdopodobieństwo trafienia w cel o wielkości 2,5 na 2 m | Prawdopodobieństwo trafienia w cel o wielkości 2,5 na 2 m | Prawdopodobieństwo trafienia w cel o wielkości 2,5 na 2 m |
| Odległość | Przebijalność                                             | W warunkach poligonowych                                  | W warunkach bojowych                                      |
| --------- | --------------------------------------------------------- | --------------------------------------------------------- | --------------------------------------------------------- |
| 100 m     | 202 mm                                                    | 100%                                                      | 100%                                                      |
| 500 m     | 185 mm                                                    | 100%                                                      | 100%                                                      |
| 1000 m    | 165 mm                                                    | 100%                                                      | 85%                                                       |
| 1500 m    | 148 mm                                                    | 95%                                                       | 61%                                                       |
| 2000 m    | 132 mm                                                    | 85%                                                       | 43%                                                       |
| 2500 m    | n/a                                                       | 74%                                                       | 30%                                                       |
| 3000 m    | n/a                                                       | 61%                                                       | 23%                                                       |
| 3500 m    | n/a                                                       | 51%                                                       | 17%                                                       |
| 4000 m    | n/a                                                       | 42%                                                       | 13%                                                       |

### PzGr. 40/43
- przeciwpancerny, z rdzeniem
- Masa pocisku: 7,3 kg
- Prędkość wylotowa: 1130 m/s

|           | Prawdopodobieństwo trafienia w cel o wielkości 2,5 na 2 m | Prawdopodobieństwo trafienia w cel o wielkości 2,5 na 2 m | Prawdopodobieństwo trafienia w cel o wielkości 2,5 na 2 m |
| Odległość | Przebijalność                                             | W warunkach poligonowych                                  | W warunkach bojowych                                      |
| --------- | --------------------------------------------------------- | --------------------------------------------------------- | --------------------------------------------------------- |
| 100 m     | 238 mm                                                    | 100%                                                      | 100%                                                      |
| 500 m     | 217 mm                                                    | 100%                                                      | 100%                                                      |
| 1000 m    | 193 mm                                                    | 100%                                                      | 89%                                                       |
| 1500 m    | 171 mm                                                    | 97%                                                       | 66%                                                       |
| 2000 m    | 153 mm                                                    | 89%                                                       | 47%                                                       |
| 2500 m    | n/a                                                       | 78%                                                       | 34%                                                       |
| 3000 m    | n/a                                                       | 66%                                                       | 25%                                                       |

### Gr. 39/3 HL
- przeciwpancerny pocisk z ładunkiem kumulacyjnym
- Masa pocisku: 7,65 kg
- Prędkość wylotowa: 600 m/s
- Przebijany pancerz: 90 mm